# Hexokináza

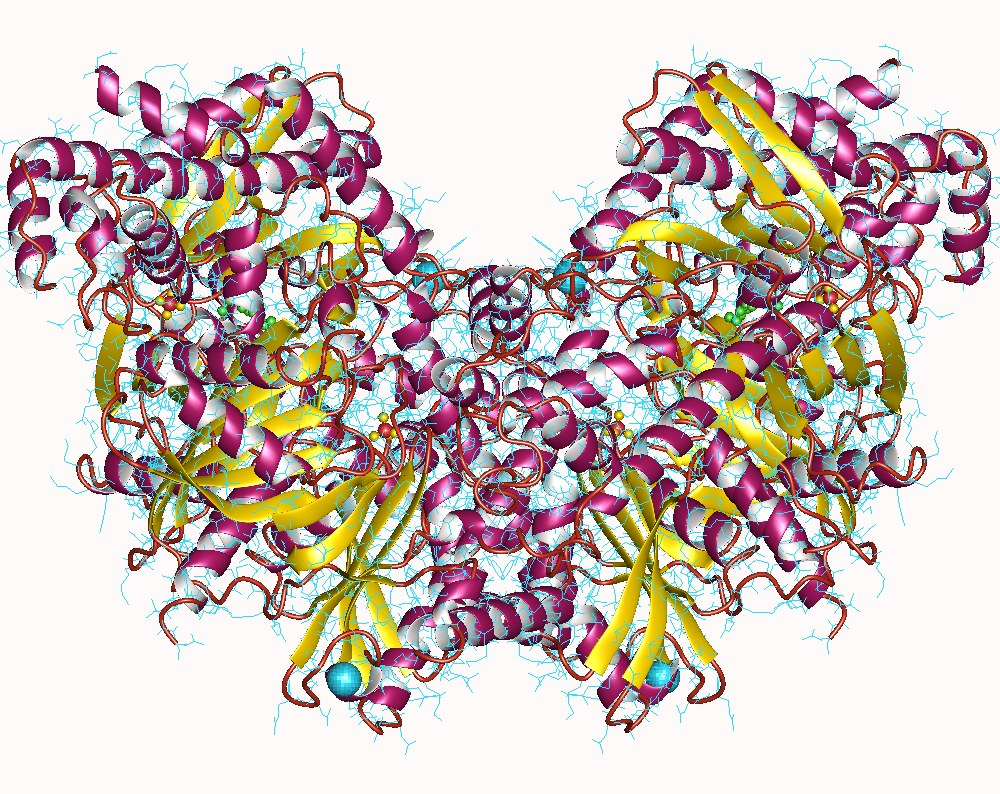
Lidská hexokináza I, dimer

Hexokináza (EC 2.7.1.1) je enzym ze skupiny kináz, který zajišťuje nevratné navázání fosfátových skupin (fosforylace) na hexózové monosacharidy, jako je glukóza, manóza, fruktóza a další.
Ve většině organismů je nejdůležitějším substrátem hexokinázy právě glukóza, a to zejména v glykolýze, ve které katalyzuje první krok. Konkrétně provádí fosforylaci glukózy na glukóza-6-fosfát, a to za současné spotřeby ATP na ADP. Jedná se o víceméně nevratnou reakci, která tedy musí být kontrolována. Enzym je proto inhibován (alostericky) samotným produktem, glukózou-6-fosfátem.
Reakce probíhá tzv. náhodným bi-bi mechanismem. Nejprve se na enzym do příslušného aktivního místa naváže glukóza a do jiného komplex ATP s iontem Mg2+. Glukóza způsobuje značné konformační změny, které přispívají k aktivaci enzymu. Hořčík zase snižuje záporný náboj ATP, což usnadňuje nukleofilní ataku hydroxylů glukózy na příslušné místo ATP.
Funkčně podobná glukokináza katalyzuje pouze fosforylaci glukózy, nikoliv ostatních monosacharidů, oproti hexokináze je tedy specifičtější a neměla by být zaměňována.Hexokinázy existuje několik typů, v savcích rozlišujeme typy I až IV, přičemž právě čtvrtý je mylně nazýván glukokináza.

## Výskyt a variace
Geny, které kódují hexokinázu, byly objeveny ve všech doménách života a vyskytují se mezi různými druhy, od bakterií, kvasinek a rostlin až po člověka a jiné obratlovce. Enzymy z kvasinek, rostlin a obratlovců vykazují jasné sekvenční důkazy o homologii (společném původu), naopak ty z bakterií nemusí být příbuzné.
Jsou kategorizovány jako proteiny s aktinovým záhybem, sdílející společné vazebné místo vázající ATP, které je obklopeno variabilnějšími sekvencemi, jež určují afinity k substrátům a další vlastnosti.
V jednom druhu může existovat několik izoenzymů hexokinázy, které poskytují různé funkce.

## Reakce
Obecně se reakce katalyzované hexokinázou dají shrnout jako:
{\displaystyle {\ce {Hexosa-CH2OH + MgATP^{2-}-> Hexosa-CH2O-PO3^2- + MgADP- + H+}}}, 
kde jakožto hexóza může být reprezentována kterákoliv z výše zmíněných, jestliže obsahuje volné -CH2OH.

### Glykolýza
Glukóza je jedinečná tím, že může být využita k produkci ATP všemi buňkami i za nepřítomnosti molekulárního kyslíku (O2). A právě prvním krokem glykolýzy je fosforylace glukózy hexokinázou.
Tím, že katalyzují fosforylaci glukózy za vzniku glukóza-6-fosfátu, hexokinázy udržují klesající koncentrační gradient, který podporuje usnadněný transport glukózy do buněk. Tato reakce také zahajuje všechny fyziologicky relevantní cesty využití glukózy, včetně glykolýzy a pentózofosfátové dráhy. 
Přidání nabité fosfátové skupiny na 6. pozici hexóz také zajišťuje 'uvěznění' glukózy a 2-deoxyhexózových analogů glukózy (např. 2-deoxyglukóza a 2-fluoro-2-deoxyglukóza) uvnitř buněk, protože nabité hexózofosfáty nemohou snadno překonat buněčnou membránu.